# Ломикамінь переломниковий
Ломика́мінь перело́мниковий (Saxifraga androsacea) — вид трав'янистих рослин родини ломикаменеві (Saxifragaceae).

## Поширення
Вид поширений у горах Центральної та Південної Європи, у Сибіру. В Україні трапляється у Карпатах, у межах Івано-Франківської, Закарпатської та Чернівецької областей.

## Охорона
Ломикамінь переломниковий занесений до Червоної книги України зі статусом «рідкісний». Охороняється у Карпатському біосферному заповіднику.